# Shahrestān-e Sarvestān
Shahrestān-e Sarvestān (persiska: شهرستان سروستان, سروستان) är en delprovins (shahrestan) i Iran.   Den ligger i provinsen Fars, i den centrala delen av landet, 700 km söder om huvudstaden Teheran.
Delprovinsen hade 38 114 invånare 2016.